# Tachyoryctes ruddi
Tachyoryctes ruddi é uma espécie de roedor da família Spalacidae. Pode ser encontrado na Uganda, Quênia e Tanzânia.